# Katsura Taro
Katsura Taro (Japans: 桂 太郎) (Hagi, 4 januari 1848 – Tokio, 10 oktober 1913) was een Japans politicus en militair. Hij diende driemaal als premier van Japan.

## Levensloop
Katsura werd geboren in een samoerai-familie. Als jongeling sloot hij zich aan bij een beweging die in opstand kwam tegen het Tokugawa-shogunaat. Hij vocht mee in de Boshin-oorlog die leidde tot de Meiji-restauratie. Het nieuwe bewind zag in Katsura een groot talent en zond hem naar Duitsland om Militaire strategie te studeren. Hij was van 1875 tot 1878 en van 1884 tot 1885 als militair attaché verbonden aan de Japanse ambassade. Na zijn terugkeer in Japan werd hij benoemd als generaal-majoor. Hij vervulde verschillende belangrijke posten binnen het Japans Keizerlijk Leger en werd in 1886 benoemd tot vice-minister van Oorlog.
Tijdens de Eerste Chinees-Japanse Oorlog leidde Katsura een eigen divisie onder toeziend oog van zijn vroegere mentor veldmaarschalk Yamagata Aritomo. Hij viel op door een opmerkelijke mars waarmee hij in hartje winter zijn divisie van de noordoostkust van de Gele Zee verplaatste naar Haicheng, waarna uiteindelijk Yingkou werd ingenomen. Na de oorlog werd Katsura benoemd als Gouverneur-generaal van Taiwan. Van 1898 tot 1901 was hij minister van Oorlog in verschillende kabinetten.
Katsura trad in juni 1901 voor de eerste keer aan als premier. In deze periode toonde Japan zich aan de wereld als sterke opkomende macht in Oost-Azië Een belangrijke stap voorwaarts was het sluiten van de Anglo-Japanse Alliantie in 1902, waardoor Groot-Brittannië en Japan voortaan als bondgenoten door het leven gingen. Met de Verenigde Staten sloot Japan het Taft-Katsura overeenkomst, waarbij Amerika beloofde Japan zijn gang te laten gaan in Korea en Japan andersom uitsprak geen territoriale claims op de Filipijnen, op dat moment in handen van de Verenigde Staten, te hebben. De belangrijkste gebeurtenis was ongetwijfeld de Japanse overwinning in de Russisch-Japanse Oorlog (1904-05).
Qua binnenlands beleid stond Katsura een conservatieve koers voor en probeerde afstand te houden van partijpolitiek en de Kokkai, het parlement van Japan. Hij vond dat hij alleen verantwoording schuldig was aan de Keizer. In januari 1906 moest Katsura toch terugtreden vanwege het Verdrag van Portsmouth, het vredesverdrag waarmee de Russisch-Japanse Oorlog ten einde kwam. Japan wist een aantal belangrijke zaken binnen te slepen, maar de verwachtingen bij het publiek waren veel hoger geweest. Katsura werd opgevolgd door zijn grootste concurrent Saionji Kinmochi
Twee jaar later keerde Katsura terug als premier. In 1910 annexeerde Japan Korea. Ook werd in deze periode de eerste wet aangenomen waardoor de rechten van werknemers werden beschermd. Katsura's populariteit nam steeds verder af omdat hij zijn positie gebruikte om zichzelf te verrijken en vanwege de vergaande bemoeienis van het leger met het burgerleven. Hij trad in augustus 1911 af.
Katsura keerde in december 1912 voor een korte periode terug. Dit leidde echter tot massale protesten en een politieke crisis. De premier begon nog een eigen politieke partij om op die manier zijn achterban te organiseren, maar kreeg in het parlement een motie van wantrouwen aan zijn broek. Dat betekende het einde van zijn premierschap. Katsura's opvolger was Yamamoto Gonnohyōe. Acht maanden later overleed hij aan de gevolgen van maagkanker.
Ito Hirobumi · Kuroda Kiyotaka · Sanetomi Sanjo · Yamagata Aritomo · Matsukata Masayoshi · Ito Hirobumi · Kuroda Kiyotaka · Matsukata Masayoshi · Ito Hirobumi · Okuma Shigenobu · Yamagata Aritomo · Ito Hirobumi · Saionji Kinmochi · Katsura Tarō · Saionji Kinmochi · Katsura Tarō · Saionji Kinmochi · Katsura Tarō · Yamamoto Gonnohyōe · Ōkuma Shigenobu · Terauchi Masatake · Hara Takashi · Uchida Kosai · Takahashi Korekiyo · Katō Tomosaburō · Uchida Kosai · Yamamoto Gonnohyōe · Kiyoura Keigo · Katō Takaaki · Wakatsuki Reijirō · Tanaka Giichi · Osachi Hamaguchi · Kijūrō Shidehara · Osachi Hamaguchi · Wakatsuki Reijirō · Inukai Tsuyoshi · Takahashi Korekiyo · Saitō Makoto · Keisuke Okada · Fumio Gotō · Keisuke Okada · Kōki Hirota · Senjūrō Hayashi · Fumimaro Konoe ·
Hiranuma Kiichirō · Nobuyuki Abe · Mitsumasa Yonai · Fumimaro Konoe · Hideki Tojo · Kuniaki Koiso · Kantarō Suzuki · Prins Higashikuni Naruhiko · Kijūrō Shidehara · Shigeru Yoshida · Tetsu Katayama · Hitoshi Ashida · Shigeru Yoshida · Ichirō Hatoyama · Tanzan Ishibashi · Nobusuke Kishi · Tanzan Ishibashi · Nobusuke Kishi · Hayato Ikeda · Eisaku Satō · Kakuei Tanaka · Takeo Miki · Takeo Fukuda · Masayoshi Ōhira · Masayoshi Ito · Zenko Suzuki · Yasuhiro Nakasone · Noboru Takeshita · Sōsuke Uno · Toshiki Kaifu · Kiichi Miyazawa · Morihiro Hosokawa · Tsutomu Hata · Tomiichi Murayama · Ryutaro Hashimoto · Keizo Obuchi · Mikio Aoki · Keizo Obuchi · Yoshiro Mori · Junichiro Koizumi · Shinzo Abe · Yasuo Fukuda · Taro Aso · Yukio Hatoyama · Naoto Kan · Yoshihiko Noda · Shinzo Abe · Yoshihide Suga · Fumio Kishida ·  Shigeru Ishiba
- Bibliothèque nationale de France: cb14401400r (data)
- CiNii: DA07252533
- Gemeinsame Normdatei: 122239075
- International Standard Name Identifier: 0000 0000 8191 033X
- Library of Congress Control Number: n83302498
- Bibliotheek van het Japanse parlement: 00281419
- Nationale Bibliotheek van Israël: 987007276714005171
- Nationale Bibliotheek van Polen: a0000003716676
- Nederlandse Thesaurus van Auteursnamen: 244813183
- SNAC: w6p59trz
- Système universitaire de documentation: 117991627
- Virtual International Authority File: 890041
- WorldCat: E39PBJkhGTbCY3Ybp3V9gxF3Qq